# Васіле Гроапе
Васіле Гроапе (23 березня 1955) — румунський важкоатлет.
Срібний призер Олімпійських Ігор 1984 року в категорії до 100 кг, учасник 1980 року.